# Vladimiros Giankovits
Vladimiros Giankovits (griechisch Βλαδίμηρος Γιάνκοβιτς; * 3. März 1990 in Belgrad, Jugoslawien) ist ein griechischer Basketballspieler und Sohn des 2006 verstorbenen serbischen Basketballspielers Slobodan "Boban" Jankovic.

## Karriere
Vladimiros Giankovits begann seine Karriere 2007 bei Panionios Athen, wo er mit Ausnahme der Saison 2008/2009 für sechs Jahre unter Vertrag stand. 2013 wechselte er zusammen mit seinem Mitspieler Nikolaos Pappas zum griechischen Rekordmeister Panathinaikos Athen, wo er bereits im ersten Jahr neben der Meisterschaft den nationalen Pokalwettbewerb gewinnen konnte. Nachdem sein Vertrag bei den Athenern ausgelaufen war, wechselte er im Sommer 2016 in die spanische Liga ACB und unterschrieb einen Einjahreskontrakt mit einer Vereinsoption auf ein weiteres bei Valencia BC. Anfang November wechselte er per Leihe zu Aris Saloniki. Im Sommer 2017 wurde Giankovits von MoraBanc Andorra verpflichtet, um dort seinen abgewanderten Landsmann Thanasis Antetokounmpo zu ersetzen.
Die Saison 2018/19 führte ihn zurück nach Griechenland und Giankovits stellte sich in den Dienst von Holargos KO.

## Nationalmannschaft
Mit den Nachwuchs-Nationalmannschaften Griechenlands nahm Giankovits an mehreren Welt- und Europameisterschaften teil. Seine größten Erfolge konnte er 2008 und 2009 feiern als er jeweils die Goldmedaille gewinnen konnte. 2013 wurde er im Vorfeld der Europameisterschaft erstmals in den Kader der Herrenauswahl berufen.

## Erfolge
- Griechischer Meister: 2014
- Griechischer Pokalsieger: 2014, 2015, 2016, 2020
- U-18 Europameister: 2008
- U-20 Europameister: 2009
- U-19 Vize-Weltmeister: 2009
- U-20 Vize-Europameister: 2010
- Goldmedaille beim Albert-Schweitzer-Turnier: 2008

## Auszeichnungen
- Teilnahme an der U-18 Europameisterschaften: 2008
- Teilnahme an der U-20 Europameisterschaften: 2009, 2010
- Teilnahme an der U-19 Weltmeisterschaften: 2009